# Liste von Schriftstellermuseen
Dies ist eine Liste von Schriftsteller-Museen und -Gedenkstätten, sortiert nach den Nachnamen der Schriftsteller.
Siehe auch: Liste von Literaturmuseen, sortiert nach Ländern.

## A
- János-Arany-Museum, Nagykőrös, Ungarn
- Berthold-Auerbach-Museum, Horb-Nordstetten, Deutschland
- Azotea de la Palma, (Olegario Víctor Andrade), Gualeguaychú, Entre Ríos, Argentinien

## B
- Mihály-Babits-Gedenkmuseum, Szekszárd, Ungarn
- Ernst Barlach Museum Ratzeburg
- Casa do Poeta Lindolf Bell, Timbó, Santa Catarina, Brasilien
- Literatur-Museum Augusta Bender, Schefflenz[1]
- Dániel-Berzsenyi-Gedenkmuseum, Nikla, Ungarn
- Beit Bialik, Tel Aviv, Israel
- Ernst-Bloch-Zentrum, Ludwigshafen
- Thurgauische Bodman-Stiftung, Gottlieben, Schweiz
- Brechthaus (Augsburg)
- Brecht-Haus (Berlin)
- Brecht-Weigel-Haus in Buckow, Brandenburg
- Brechts hus, Svendborg, Dänemark
- Büchnerhaus, Riedstadt-Goddelau
- Wilhelm Busch – Deutsches Museum für Karikatur und Zeichenkunst, Hannover

## C
- Ćišinski-Gedenkstätte (Jakub Bart-Ćišinski), Panschwitz-Kuckau, Sachsen

## D
- Henriette-Davidis-Museum, Wetter-Wengern
- Dazai-Osamu-Gedenkstätte, Kanagi, Präfektur Aomori, Japan
- Centre Dürrenmatt, Neuchatel

## E
- Endō Shūsaku Bungakukan, Nagasaki
- Engels-Haus, Wuppertal
- József-Eötvös-Gedenkmuseum, Ercsi, Ungarn
- Max-Eyth-Haus, Kirchheim unter Teck

## F
- Hans-Fallada-Haus, Carwitz
- István-Fekete-Gedenkmuseum, Gölle, Ungarn
- Paul-Fleming-Haus, Hartenstein, Sachsen
- Sigmund Freud Museum, Wien
- Freud Museum (London)

## G
- Géza-Gárdonyi-Gedenkmuseum, Agárd und Eger, Ungarn
- Gerstäcker-Museum, Braunschweig
- Gleimhaus, Halberstadt
- Friedrich-Glück-Gedenkstätte, Schornbach
- Casa di Goethe, Rom
- Goethe- und Schiller-Archiv, Weimar
- Goethe-Haus, Frankfurt (Main)
- Goethe-Nationalmuseum (Weimar)
- Goethemuseum (Stützerbach)
- Goethes Gartenhaus, Weimar
- Goethewanderweg Ilmenau–Stützerbach
- Goethewanderweg Weimar–Großkochberg
- Jagdhaus Gabelbach, Ilmenau
- Jerusalemhaus, Wetzlar
- Lottehaus, Wetzlar
- Palais Boisserée, Heidelberg
- Römisches Haus (Weimar)
- Schloss Kochberg
- Goethehaus Volpertshausen
- Goethes Wohnhaus, Weimar
- Villa Irmgard, (Maxim Gorki), Heringsdorf
- Günter Grass-Haus

## H
- Hamsun-Zentrum, Hamarøy, Norwegen
- Gerhart-Hauptmann-Museum (Erkner)
- Gerhart-Hauptmann-Museum (Hiddensee)
- Lajos-Hatvany-Museum, Hatvan, Ungarn
- Hohenhaus (Gerhart Hauptmann), Radebeul
- Hebbel-Museum, Wesselburen
- Hebelhaus, Hausen im Wiesental
- Hemingway-Haus, Key West, Florida
- Johann-Gottfried-Herder-Museum, Morąg / Mohrungen, Polen
- Hermann-Hesse-Museum, Calw
- Hermann-Hesse-Höri-Museum, Gaienhofen
- Theodor-Heuss-Haus, Stuttgart
- Theodor-Heuss-Museum der Stadt Brackenheim
- E.T.A. Hoffmann-Haus, Bamberg
- Hölderlinhaus, Lauffen am Neckar
- Hölderlinturm, Tübingen

## I
- Ibsen-Museum (Grimstad), Norwegen
- Ibsen-Museum (Oslo), Norwegen
- Ibsen-Museum (Skien), Norwegen

## J
- Zurich James Joyce Foundation
- Jünger-Haus Wilflingen

## K
- József-Katona-Gedenkhaus, Kecskemét, Ungarn
- Ferenc-Kazinczy-Museum, Sátoraljaújhely, Ungarn
- Keats-Shelley House, Rom
- Kleist-Archiv Sembdner, Heilbronn
- Klopstockhaus, Quedlinburg
- Koizumi Yakumo Kinenkan, Matsue, Japan
- Körner-Museum, Dresden
- Kügelgenhaus – Museum der Dresdner Romantik

## L
- Mårbacka (Selma Lagerlöf), Sunne, Schweden
- Alexander-Lenard-Haus, Dona Emma, Santa Catarina, Brasilien
- Lessing-Museum, Kamenz
- Lessinghaus (Wolfenbüttel)
- Junibacken (Astrid Lindgren), Stockholm, Schweden
- Augusteum und Lutherhaus Wittenberg
- Luthergedenkstätten in Sachsen-Anhalt
- Lutherstiege Augsburg
- Martin Luthers Geburtshaus
- Lutherhaus Eisenach

## M
- Thomas-Mann-Kulturzentrum, Nidden, Litauen
- Karl-Marx-Haus, Trier
- Karl-May-Haus, Hohenstein-Ernstthal
- Karl-May-Museum Radebeul
- Melanchthonhaus (Bretten)
- Theodor-Mommsen-Gedächtnis, Garding
- Mörikehaus Ochsenwang, Bissingen an der Teck
- Mori-Ōgai-Gedenkstätte, Berlin
- Robert Musil Literatur-Museum der Landeshauptstadt Klagenfurt
- Villa San Michele, Capri, Italien

## N
- Nietzsche-Haus, Naumburg (Saale)
- Bibliothek des St. Nikolaus-Hospitals (Bernkastel-Kues) (Nikolaus v. Kues)
- Schloss Oberwiederstedt (Novalis)

## O
- Schloss Moritzburg (Zeitz) (Ernst Ortlepp)

## P
- Dorf- und Heimatmuseum Winterbach (Julie Palmer)
- Sándor-Petőfi-Museum, Kiskőrös, Ungarn
- Edgar Allan Poe Museum, Richmond, Virginia, USA
- Edgar Allan Poe National Historic Site, Philadelphia, Pennsylvania, USA
- Ezra Pound Literaturzentrum, Meran, Südtirol

## Q
- Abai-Qunanbajuly-Literaturmuseum Semei, Kasachstan

## R
- Raabe-Haus, Braunschweig
- Brigitte-Reimann-Literaturhaus, Neubrandenburg
- Fritz-Reuter-Literaturmuseum, Stavenhagen
- Reuter-Wagner-Museum, Eisenach
- Joachim-Ringelnatz-Museum, Cuxhaven

## S
- Maison de George Sand, Nohant-Vic, Frankreich
- Scheffelschlösschen, Radolfzell am Bodensee
- Deutsches Literaturarchiv Marbach (Schiller)
- Goethe- und Schiller-Archiv, Weimar
- Schiller-Nationalmuseum, Marbach
- Schillerhaus (Bauerbach)
- Schillerhaus (Leipzig)
- Schillerhaus (Rudolstadt)
- Schillerhaus Weimar
- Schillerhäuschen, Dresden
- Schillerroute
- Schillers Gartenhaus, Jena
- Schubarts Museum, Aalen
- Schubartstube, Blaubeuren
- Gustav-Schwab-Museum, Gomaringen
- Ahmed Shawki Museum, Kairo
- Villa Schwalbenhof (Friedrich Sieburg), Gärtringen
- Spinozahuis, Den Haag, Niederlande
- Stifterhaus, Linz, Österreich
- Theodor-Storm-Haus, Husum
- Strindbergmuseum, Stockholm, Schweden
- Strindbergmuseum Saxen, Österreich
- Suso-Haus, Überlingen

## T
- Tanizaki-Jun’ichirō-Gedenkstätte, Ashiya, Japan
- Wheeler-Minot Farmhouse, Geburtshaus von Henry David Thoreau, Concord, Massachusetts, USA
- Jasnaja Poljana (Tula), (Lew Tolstoi)
- Kurt-Tucholsky-Literaturmuseum, Rheinsberg
- Tammsaare museum, Tallinn, Estonia

## U
- Johannes-Urzidil-Museum, Zvonková / Glöckelberg, Tschechien

## V
- Casa Museo Mario Vargas Llosa, Arequipa, Peru
- Museu Érico Veríssimo, Cruz Alta, Brasilien
- Mihály-Vörösmarty-Gedenkmuseum, Kápolnásnyék, Ungarn
- Vuk- und Dositej-Museum, Belgrad, Serbien

## W
- General Lew Wallace Study, Crawfordsville (Indiana), USA ⋅
- Carl-Julius-Weber-Gedenkstube, Langenberg
- Sándor-Weöres-Gedenkmuseum, Csönge, Ungarn
- Friedrich-Wilhelm-Weber-Museum, Bad Driburg
- Wieland-Museum (Biberach)
- Wielandgut (Oßmannstedt)
- Winckelmann-Museum, Stendal

## X
- Grigorios Xenopoulos Museum, Zakynthos, Griechenland

## Y
- Musée Marguerite Yourcenar, Saint-Jans-Cappel, Frankreich
- Villa départementale Marguerite Yourcenar, Saint-Jans-Cappel, Frankreich

## Z
- Zinzendorfschloss, Berthelsdorf
- Casa Stefan Zweig, Petrópolis, Brasilien
- Stefan Zweig Zentrum, Salzburg